# Aloysius Iyorgyer Katsina-Alu
Aloysius Iyorgyer Katsina-Alu (* 28. August 1941 in Ushongo, heute Bundesstaat Benue, Nigeria; † 18. Juli 2018) war ein nigerianischer Richter und von 2009 bis 2011 Präsident des Obersten Bundesgerichtshofes Nigerias (Chief Justice of the Supreme Court of Nigeria).

## Biografie
Nach dem Besuch mehrerer Grundschulen (Primary School) sowie der Mount St. Michael’s Secondary School von 1956 bis 1961 absolvierte er zunächst einen Kurs am Nigerian Military Training College in Kaduna sowie danach von 1962 bis 1963 am Mons Military Training College von Aldershot, Hampshire, England.
Im Anschluss studierte er zunächst an der Ahmadu Bello University und danach von 1964 bis 1967 an der Inns of Court School of Law, am Gibson & Weldeon College of Law und der School of Studies der University of London Rechtswissenschaften. Nach Abschluss des Studiums wurde er im Oktober 1967 als Rechtsanwalt in England zugelassen. Nach seiner Rückkehr absolvierte er noch zwischen 1967 und 1968 ein Postgraduiertenstudium an der Nigerian Law School.
Danach war er zunächst kurze Zeit als Rechtsanwalt tätig, wechselte jedoch danach in den Staatsdienst und war zwischen 1969 und 1977 Justiziar der Hafenbehörde (Nigerian Ports Authority) von Lagos. Zwischenzeitlich erwarb er noch 1972 ein Diplom in Business English. Nach einer vorübergehenden erneuten Tätigkeit als Rechtsanwalt in Gboko war er von 1978 bis 1979 Generalstaatsanwalt (Attorney-General) und Justizkommissionär des Bundesstaates Benue.
Daraufhin wurde er 1979 als Richter an das Oberste Justizgericht des Bundesstaates Benue (Benue State High Court of Justice) in Makurdi berufen. Dieses Amt hatte er bis zu seiner Ernennung zum Richter am Nigerianischen Berufungsgericht (Court of Appeal) inne.
Seit 1998 war Katsina-Alu Richter am Obersten Bundesgerichtshof Nigerias (Chief Justice of the Supreme Court of Nigeria). Am 30. Dezember 2009 wurde er schließlich als Nachfolger von Idris Kutigi dessen Präsident (Chief Justice).